# Anouar El Azzouzi
Anouar El Azzouzi (Veenendaal, 29 mei 2001) is een Marokkaans-Nederlands voetballer die als middenvelder voor het Duitse Fortuna Düsseldorf speelt. Hij is de tweelingbroer van Oussama El Azzouzi.

## Biografie
El Azzouzi is geboren in Veenendaal en heeft zijn roots liggen in Rouadi, een dorpje in de omgeving van Al Hoceima.

## Carrière

### Jeugd
Anouar El Azzouzi speelde in de jeugd van VV VRC, Vitesse en N.E.C. Bij Vitesse speelde hij eenmaal met Jong Vitesse in de Tweede divisie, in de met 0–1 gewonnen uitwedstrijd tegen Kozakken Boys. Als speler van Jong N.E.C. was hij in november 2020 met teamgenoten Brian Vogelzang en Lion Kalentjev op proef bij partnerclub TOP Oss, maar in tegenstelling tot zijn teamgenoten kwam hij niet in aanmerking voor een verhuurperiode. Enkele weken later vertrok hij vanwege een meningsverschil bij N.E.C. In 2021 sloot hij na een proefperiode aan bij FC Dordrecht. Op 5 september 2021 debuteerde hij in het betaald voetbal, in de met 0–1 verloren thuiswedstrijd tegen VVV-Venlo. In de loop van de eerste seizoenshelft kreeg hij een vaste basisplaats en was hij ook actief als centrale verdediger. Hij speelde in twee seizoenen bijna alles voor Dordrecht en kwam tot 66 wedstrijden en vijf goals. In de zomer van 2023 tekende hij een driejarig contract bij PEC Zwolle, met een optie voor nog een seizoen. Na twee seizoenen bij de Zwollenaren werd bekend dat hij de club wilde verlaten. Nadat eerst zijn transfer naar Austria Wien niet doorging werd hij later opgepikt door Fortuna Düsseldorf.

## Carrièrestatistieken
| Seizoen                     | Club               | Land            | Competitie      | Competitie | Competitie | Beker | Beker | Internationaal | Internationaal | Overig | Overig | Totaal | Totaal |
| Seizoen                     | Club               | Land            | Competitie      | Wed.       | Dlp.       | Wed.  | Dlp.  | Wed.           | Dlp.           | Wed.   | Dlp.   | Wed.   | Dlp.   |
| --------------------------- | ------------------ | --------------- | --------------- | ---------- | ---------- | ----- | ----- | -------------- | -------------- | ------ | ------ | ------ | ------ |
| 2021/22                     | FC Dordrecht       | Nederland       | Eerste divisie  | 28         | 2          | 1     | 0     | –              | –              | 0      | 0      | 29     | 2      |
| 2022/23                     | FC Dordrecht       | Nederland       | Eerste divisie  | 36         | 3          | 1     | 0     | –              | –              | 0      | 0      | 37     | 3      |
| 2023/24                     | PEC Zwolle         | Nederland       | Eredivisie      | 22         | 0          | 0     | 0     | –              | –              | –      | –      | 22     | 0      |
| 2024/25                     | PEC Zwolle         | Nederland       | Eredivisie      | 33         | 1          | 1     | 0     | –              | –              | –      | –      | 34     | 1      |
| 2025/26                     | Fortuna Düsseldorf | Duitsland       | 2. Bundesliga   | 0          | 0          | 0     | 0     | –              | –              | 0      | 0      | 0      | 0      |
| Carrière totaal             | Carrière totaal    | Carrière totaal | Carrière totaal | 128        | 5          | 3     | 0     | 0              | 0              | 0      | 0      | 131    | 5      |
| Bijgewerkt tot 26 juni 2025 |                    |                 |                 |            |            |       |       |                |                |        |        |        |        |

## Interlandcarrière
Marokko onder 20
Op 1 maart 2020 debuteerde El Azzouzi in het Marokko –20, tijdens een vriendschappelijk duel tegen Tunesië –20. De wedstrijd eindigde in 0–4.
| Interlands van Anouar El Azzouzi voor Marokko –20 | Interlands van Anouar El Azzouzi voor Marokko –20 | Interlands van Anouar El Azzouzi voor Marokko –20 | Interlands van Anouar El Azzouzi voor Marokko –20 | Interlands van Anouar El Azzouzi voor Marokko –20 | Interlands van Anouar El Azzouzi voor Marokko –20 |
| ?                                                 | Datum                                             | Wedstrijd                                         | Uitslag                                           | Soort Wedstrijd                                   | Doelpunten                                        |
| Als speler bij N.E.C.                             | Als speler bij N.E.C.                             | Als speler bij N.E.C.                             | Als speler bij N.E.C.                             | Als speler bij N.E.C.                             | Als speler bij N.E.C.                             |
| ------------------------------------------------- | ------------------------------------------------- | ------------------------------------------------- | ------------------------------------------------- | ------------------------------------------------- | ------------------------------------------------- |
| 1.                                                | 1 maart 2020                                      | Marokko – Tunesië                                 | 0 – 4                                             | Vriendschappelijk                                 | 0                                                 |